# Cremia
Cremia (Cremie in dialetto comasco, AFI: /ˈkrɛmje/), è un comune italiano di 685 abitanti della provincia di Como in Lombardia.
Fa parte della Comunità Montana dell'Alto Lario Occidentale.

## Geografia fisica

### Territorio
Il paese sorge sulla sponda occidentale del lago di Como, nella regione settentrionale denominata Alto Lario, ed include gran parte del versante orientale del Monte Bregagno. All'interno del comune sono presenti due torrenti: il Quaradella e la Bula, come vien chiamato in dialetto, che scorre nella Val Vezzedo.

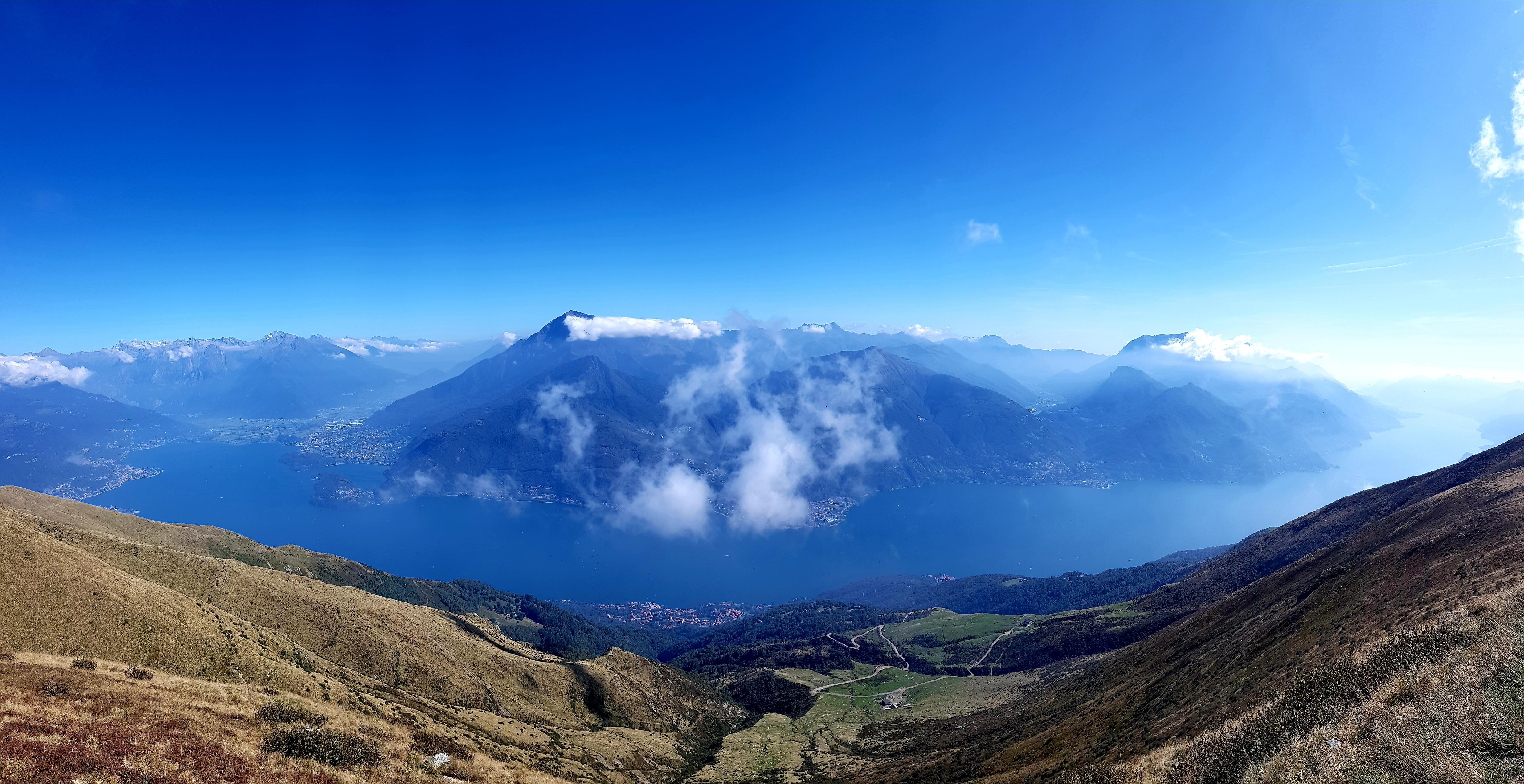
Vista verso l'abitato di Cremia dall'anticima del Monte Bregagno

## Origini del nome
L'origine del nome di Cremia è incerta e antica: le prime attestazioni del toponimo si hanno a partire dal XIII secolo, ma non ne è chiara l'origine. Si ipotizza che derivi o da uno dei torrenti della zona, chiamato Cremia all'epoca, o che sia correlato al latino Cremium, cioè quella legna fine e secca usata per accendere un fuoco.

## Storia
Il territorio del comune è stato testimone di una serie di insediamenti fin dagli albori della storia.
Le più antiche tracce della presenza di una comunità sono risalenti alla tarda Età del Bronzo.
In età tardo-latina, invece, si ritiene che Cremia fosse attraversata da un'importante strada, la Via Regia, che collegava la città di Cremona a Clavenna, passando per Mediolanum, della quale sono stati trovati dei possibili frammenti nei boschi in direzione di Rezzonico. Inoltre, secondo alcuni, sarebbe ancora visibile il tracciato nella disposizione delle frazioni più alte del comune, percorrendo la direttrice che procede da Rezzonico verso Pianello del Lario.
Alcuni studiosi sostengono che, durante il periodo altomedievale, proprio lungo questo tracciato si trovasse un castello feudale della famiglia De Castro Cremiae, attestato nell'XI secolo ma forse già facente parte dei 28 castella citati da Tito Livio nella zona del Lario. Tali studiosi sostengono in particolare che tale castello si trovasse nella zona pianeggiante di Vignola e che fosse in precisa corrispondenza visiva con il castello di Dervio.
In epoca longobarda vi fu un cambio di paradigma urbanistico, che vide l'abbandono dei borghi rurali in favore di un borgo fortificato, che in parte includeva l'odierna frazione Motto e di cui sono visibili ancora dei resti. Le mura del borgo, oggi non più visibili, rimasero attestate attorno alla chiesa di San Michele fino almeno alla stesura del Catasto Teresiano.
Nel 1240 e fino alla fine del XVIII secolo il comune di Cremia fece parte della pieve di Dongo.
Gli annessi agli Statuti di Como del 1335 riportano Cremia come il comune che ha in carico la manutenzione di un tratto della strada di Mezzola che deve aptare abinde supra brachia centum triginta.
Ai tempi del Ducato di Milano, dalla fine del XV secolo il comune di Cremia seguì per circa tre secoli il destino del feudo delle cosiddette "Tre Pievi superiori" di Dongo, Gravedona e Sorico.
Nel 1751 il territorio del comune di Cremia comprendeva già i cassinaggi di Verè, Cheis, Cadrelio, Samajno, Cantone, Vignola, Somano, Sumurano, Guajno, Pusgnano, Motto, Colceno, Marnino e San Vito.
Un decreto di riorganizzazione amministrativa del Regno d'Italia napoleonico datato 1807 sancì l'annessione di Cremia al comune di Pianello, decisione che fu tuttavia revocata con la Restaurazione.

### Simboli
Il comune non sembra aver adottato ufficialmente alcuno stemma, ma di fatto impiega uno scudo di rosso, al fuso d'argento, posto in palo, proposto ma non approvato dal consiglio comunale del 7 luglio 1949, simbolo delle locali industrie per la filatura della lana.

## Monumenti e luoghi d'interesse

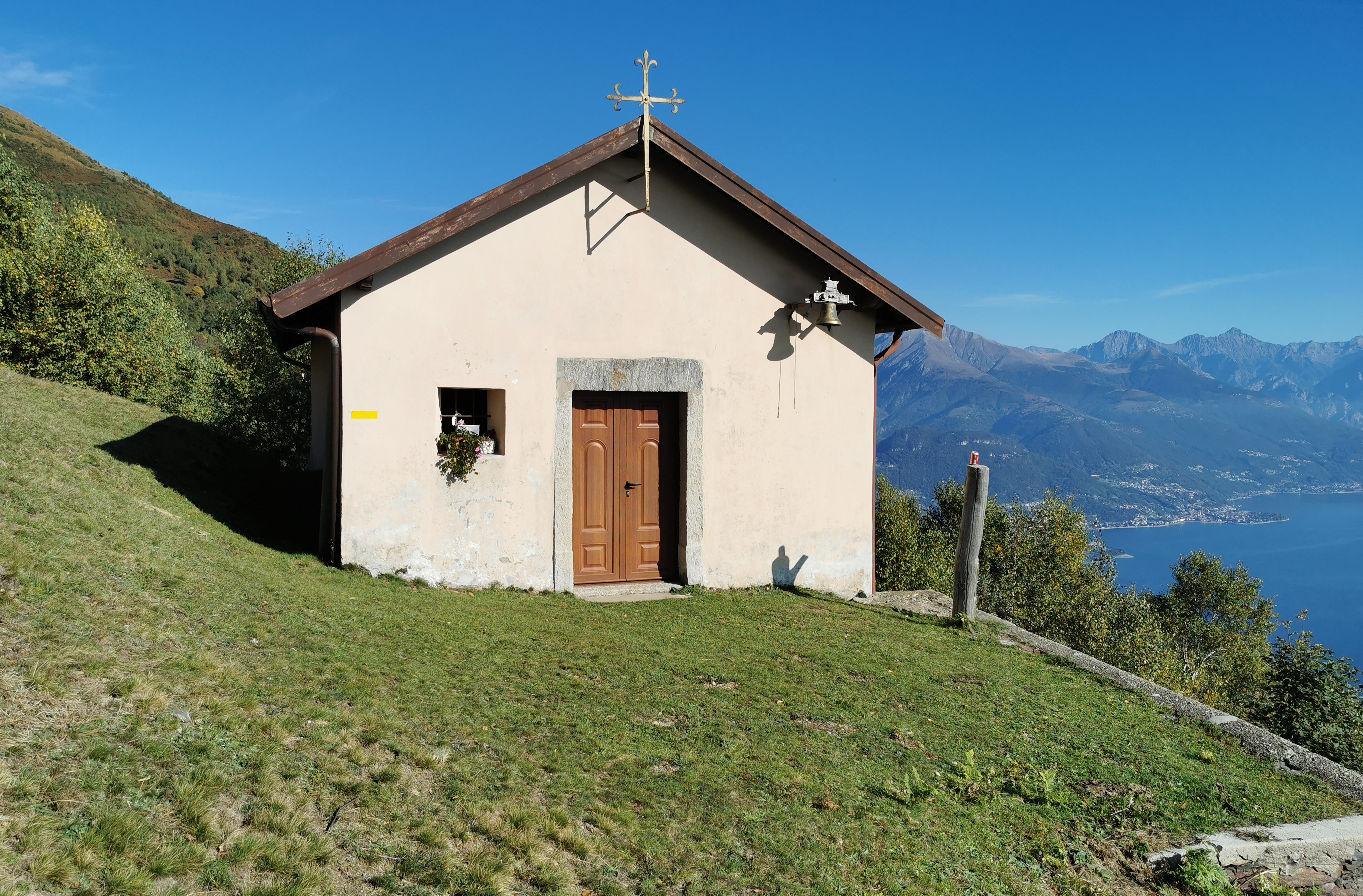
Chiesa di San Domenico

### Architetture religiose
Nel territorio comunale vi sono al chiesa di San Vito e quella di San Michele, entrambe già attestate durante la visita pastorale del vescovo Ninguarda alla fine del XVI secolo. Inoltre, sui monti di Cremia, una dorsale del Monte Bregagno ospita la chiesa di San Domenico.

#### Chiesa di San Vito
Definita dal vescovo Ninguarda come "la chiesa parochiale anticha", la chiesetta di San Vito si trova nell'omonima frazione sul lungolago.
Si tratta di una piccola chiesa romanica, dedicata a san Vito e san Modesto, il primo impianto della quale è databile nell'XI secolo. Di questa più antica parte in stile romanico rimangono esclusivamente una parete in sasso di Moltrasio, provvista di lesene e archetti pensili, oltre a un piccolo campanile' pendente, caratterizzato dalla presenza di bifore e archetti.
A causa del ritrovamento lungo uno dei fianchi dell'edificio di alcuni reperti di età romana e alla presenza di taluni elementi architettonici coevi, si pensa che l'odierna costruzione si basi su di un edificio preesistente, probabilmente un tempietto votivo e una necropoli.
Internamente, la chiesa si presenta a tre navate, con archi acuti e volta a crociera provvista di cordonature quattrocentesche. Le due navate laterali furono aggiunte nel XIII secolo. A partire dal XV secolo si aggiunsero ulteriori abbellimenti, tra i quali il dipinto di una Madonna, opera attribuita al Bergognone, un affresco tardoquattrocentesco, un tabernacolo dorato in legno e una tavola del XVI secolo firmata da Pietro Martire della Torre di Rezzonico. La tavola fu solo una delle molte donazioni ricevute da alcuni abitanti della zona emigrati a Genova nel corso del Cinquecento, ricordati in una lapide della cappella di destra datata 1568. All'interno è presente anche un affresco di Cesarino Vincenzi.
Tra il XVI e il XVII secolo la chiesa fu provvista di un secondo campanile, più alto e più massiccio rispetto al primitivo e sormontato da una cupola con lanterna.

#### Chiesa di San Michele
Nella frazione di Vignola si trova la chiesa di San Michele, edificata nella seconda metà del XVI secolo come parte di un convento di Umiliate. Parrocchiale dal 1551, l'edificio si presenta con una facciata a capanna realizzata in mattoni a vista, preceduta da un pronao e sormontata da tre statue. La facciata, che al centro presenta un piccolo rosone, presenta nella sua parte più elevata una decorazione ad archetti pensili.
All'interno, spicca un polittico del tardo Quattrocento, opera attribuita alla scuola del Bergognone e traslata dalla locale chiesa di San Vito. Al secolo successivo risalgono invece il catino battesimale (1533) e un tabernacolo scolpito (1534).
L'altare maggiore conserva una pala realizzata da Paolo Caliari. L'opera, donata da un cremiese emigrato a Vicenza, ritrae l'Arcangelo Gabriele nell'atto di atterrare l'angelo ribelle Lucifero. Di scuola veneta è anche un dipinto raffigurante Sant'Antonio abate. Un'altra tela raffigura invece la scena della Consegna delle chiavi a san Pietro.

#### Luoghi di culto neolitici

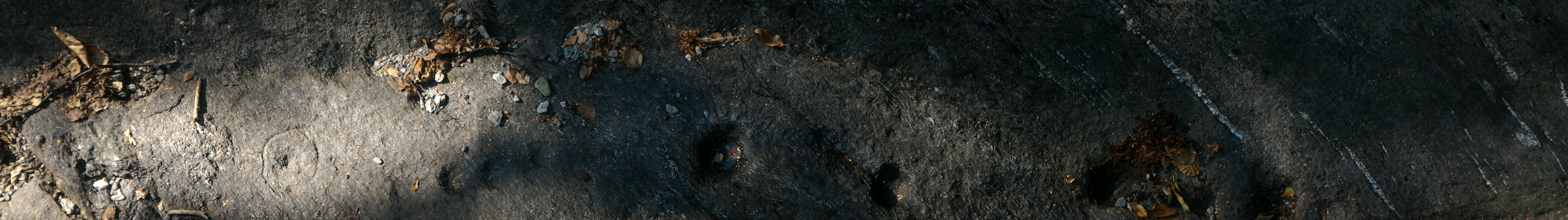
Vista panoramica di una delle rocce che compongono il complesso di reperti. Si notino le incisioni sulla superficie.

### Architetture militari
- Casatorre[23] di avvistamento, in località Motto[10]

### Architetture civili
- Ciminiera della vecchia filanda[24]

## Società

### Evoluzione demografica

#### Demografia pre-unitaria
- 1751: 450 abitanti[11]
- 1771: 663 abitanti[12]
- 1805: 690 abitanti[12]
- 1809: 650 abitanti (prima dell'aggregazione a Pianello)[12]
- 1853: 1 160 abitanti[13]

#### Demografia unitaria
Abitanti censiti

Al 1 gennaio 2019 gli abitanti di Cremia erano 667, dei quali 337 maschi e 340 femmine.

## Geografia antropica

### Frazioni
Il territorio del Comune di Cremia si compone di ben sedici frazioni: Cadreglio, Cantone, Cheis, Colceno, Ghiano, Marnino, Motto, Prato, Pusgnano, Raviscedo, Samaino, San Vito, Semurano, Somano, Vezzedo e Vignola.

## Economia

### Industria
Sul territorio della frazione Cantone è presente una piccola centrale idroelettrica a turbine Pelton costruita nel 1901 e gestita oggi da A2A, la quale sfrutta il torrente Quaradella e genera all'incirca 2×106 kW/h annui.

## Infrastrutture e trasporti

### Strade
Il principale collegamento stradale di cui il comune beneficia è la SS 340 Regina, che attraversa le frazioni di Prato e San Vito sul lungolago, dalla quale si diramano un certo numero di mulattiere e strade comunali necessarie per servire le restanti frazioni verso monte.

### Trasporto pubblico
Lungo la statale sono posizionate a Prato e a San Vito due fermate della linea extraurbana C10, la quale garantisce agli abitanti della sponda Ovest del lago l'accesso alla rete ferroviaria, oltre che collegare fra di loro i vari paesi.
A San Vito è anche presente uno scalo, ora fuori servizio, gestito dalla navigazione Lago di Como.

### Esplicative
1. ↑  Per il dialetto comasco, si utilizza l'ortografia ticinese, introdotta a partire dal 1969 dall'associazione culturale "Famiglia Comasca" nei vocabolari, nei documenti e nella produzione letteraria.

### Bibliografiche
1. 1 2   Bilancio demografico mensile anno 2025 (dati provvisori), su demo.istat.it, ISTAT.
2. ↑   Classificazione sismica (XLS), su rischi.protezionecivile.gov.it.
3. ↑   Tabella dei gradi/giorno dei Comuni italiani raggruppati per Regione e Provincia (PDF), in Legge 26 agosto 1993, n. 412, allegato A, Agenzia nazionale per le nuove tecnologie, l'energia e lo sviluppo economico sostenibile, 1º marzo 2011,  p. 151. URL consultato il 25 aprile 2012 (archiviato dall'url originale il 1º gennaio 2017).
4. ↑   AA. VV., Dizionario di toponomastica. Storia e significato dei nomi geografici italiani., Milano, Garzanti, 1996,  p. 238, ISBN 88-11-30500-4.
5. ↑   Dante Olivieri, Dizionario di toponomastica lombarda nomi di comuni, frazioni, casali, monti, corsi d'acqua, ecc. della Regione Lombarda, studiati in rapporto alla loro origine, Rist. anast, Lampi di stampa, [2001], ISBN 88-488-0119-6, OCLC 492462408. URL consultato il 6 gennaio 2020.
6. ↑   Renato Orsini, Toponomastica Lariana e Valtellinese (PDF), su archivio-orsini.org, Tipografia Editrice Emo Cavalleri,  p. 18.
7. ↑   Alberto Pozzi, Incisioni Rupestri a S.Maria di Rezzonico e Cremia, su artepreistorica.com. URL consultato il 6 gennaio 2020.
8. ↑   Frigerio, Giancarlo., L'antica via regina : tra gli itinerari stradali e le vie d'acqua del comasco : raccolta di studi, Società archeologica comense,  pp. 101, 109, ISBN 88-85643-19-1, OCLC 495949343. URL consultato il 2020 gennaio 06.
9. 1 2   Zecchinelli, Mariuccia Belloni., Panoramica delle fortificazioni sul lago di Como attraverso i secoli, Casa Editrice Pietro Cairoli, OCLC 636198896. URL consultato il 2020 gennaio 06.
10. 1 2 3 4 5 6   Giorgio Pajetta, Il Motto di Cremia Studio per la tutela dell’antico borgo (PDF), su viestoriche.net, 20 settembre 2009,  pp. 5-15. URL consultato il 6 gennaio 2020.
11. 1 2 3 4 5   Comune di Cremia, sec. XIV - 1757, su Istituzioni storiche – Lombardia Beni Culturali. URL consultato il 2 maggio 2020.
12. 1 2 3 4   Comune di Cremia, 1757 - 1797, su Istituzioni storiche – Lombardia Beni Culturali. URL consultato il 2 maggio 2020.
13. 1 2   Comune di Cremia, 1816 - 1859, su Istituzioni storiche – Lombardia Beni Culturali. URL consultato il 2 maggio 2020.
14. ↑   Cremia, su Stemmi dei Comuni della Provincia di Como. URL consultato il 22 ottobre 2024.
15. 1 2   Parrocchia di San Michele, 1551 - [1989], su Istituzioni storiche – Lombardia Beni Culturali. URL consultato il 2 maggio 2020.
16. 1 2   Chiesa di S. Vito - complesso, Via San Vito - Cremia (CO), su Architetture – Lombardia Beni Culturali. URL consultato il 2 maggio 2020.
17. 1 2 3 4 5   RomaniCOMO, su romanicomo.it. URL consultato il 2 maggio 2020 (archiviato dall'url originale il 15 agosto 2020).
18. 1 2 3 4 5 6 7  Borghese, p. 193.
19. ↑  Belloni et al., p. 138.
20. ↑   Giorgio Pajetta, Il Motto di Cremia - Studio per la tutela dell'antico borgo (PDF), 2009,  p. 11.
21. ↑   Chiesa San Vito – Comunità Pastorale San Luigi Guanella, su comunitasanluigiguanella.it. URL consultato il 7 gennaio 2020.
22. 1 2   Chiesa di S. Michele, Piazza della Gloria - Cremia (CO), su Architetture – Lombardia Beni Culturali. URL consultato il 2 maggio 2020.
23. ↑  Belloni et al., p. 26.
24. ↑   «Salviamo la ciminiera dell’ex filanda» Cremia, coro di no contro l’abbattimento, su laprovinciadicomo.it. URL consultato il 2 maggio 2020.
25. ↑  Dati tratti da:
  -  Popolazione residente dei comuni. Censimenti dal 1861 al 1991 (PDF), su ebiblio.istat.it, ISTAT.
  -  Popolazione residente per territorio – serie storica, su esploradati.censimentopopolazione.istat.it.
Nota bene: il dato del 2021 si riferisce al dato del censimento permanente al 31 dicembre di quell'anno.
26. ↑   Istituto nazionale di statistica, Popolazione residente al 1º gennaio 2019, su dati.istat.it, 1º gennaio 2019. URL consultato il 7 gennaio 2020.
27. ↑   Comune di Cremia, su comune.cremia.co.it. URL consultato il 2 maggio 2020.
28. ↑   Impianto Cremia, su A2A S.p.A.. URL consultato il 15 giugno 2020.
29. ↑   Linea C10 (PDF), su ASF Autolinee.